# FIFA 21
FIFA 21 est un jeu vidéo de football développé par EA Canada et EA Roumanie et édité par EA Sports. La date de sortie du jeu, annoncée le 21 juin 2020, et la sortie est prévue en septembre 2020 sur PC, PlayStation 4, Xbox One et Nintendo Switch et le 4 décembre 2020 sur PlayStation 5, Xbox Series et la version de Stadia est prévue pour le 17 mars 2021. Il n'y aura pas de version démo cette année. Le jeu est également disponible à partir du 1er octobre pour les joueurs bénéficiant de l'EA Access ou de l'Origin Access.
Sur Fifa 21, trois versions différentes de cet opus sont disponibles : l'édition Standard, l'édition Champions et l'édition Ultimate, ainsi que l'édition essentielle conçu uniquement pour la console Nintendo Switch. Il s'agit du vingt huitième opus de la franchise FIFA développé par EA Sports.
Pour cette édition de FIFA, c'est l'international français Kylian Mbappé qui figure sur la jaquette du jeu. Sur l'édition Standard, il est vêtu du maillot domicile parisien ; sur l'édition Champions, il est affublé du maillot extérieur avec le patch de la Ligue des Champions sur l'épaule et sur l'édition Ultimate, il apparaît en civil lors de l'arrivée à Clairefontaine pour un rassemblement avec l'équipe de France.
Pour cet opus, c’est encore Messi et Ronaldo qui dominent le classement des meilleurs joueurs du jeu avec, respectivement, une note générale de 93 pour l’argentin et une note générale de 92 pour le portugais. Lewandowski, De Bruyne, Neymar et Oblak les suivent derrière avec une note générale de 91.

## Système de jeu

### Carrière
Le mode carrière de FIFA 21 bénéficie de plusieurs changements majeurs. Tout d'abord, il est désormais possible pour le joueur de simuler les matchs à la façon du jeu Football Manager ou de Pro Evolution Soccer, et il peut intervenir n'importe quand dans le match pour en changer l'issue. Il peut aussi choisir de ne prendre part qu'aux actions importantes comme les penaltys et les coups francs. Il est également possible de suivre la condition physique et le potentiel des jeunes en temps réel lors d'un match. Cette nouvelle fonction se nomme le Tranchant. Le joueur pourra désarmante à son palmarès et choisir de former un joueur à un nouveau poste, ainsi un défenseur pourrait devenir ailier ou un milieu défensif prendre la place d'un défenseur central.
Le joueur peut aussi maintenant définir des jours précis de repos et d'entraînement, pour parfaire la condition physique de ses joueurs. Le système des transferts a également évolué et propose désormais un contrôle plus poussé. Il est possible d'inclure une option d’achat lors d'un prêt ainsi que toutes sortes de clause. Le joueur a la possibilité d’augmenter le budget de son club avant de commencer le mode carrière.

#### Mode Compétiteur
FIFA 21 apporte le mode Compétiteur qui peut être activé aux niveaux Légende et Ultime (les plus élevés). Les adversaires maintenant font de nombreux gestes techniques faisant qu'il est dur de défendre mais il est plus facile de contre-attaquer.

#### Club pro
Le mode club pro débarque aussi avec de nouvelles fonctionnalités. La nouveauté cette année est la possibilité pour les responsables de club de personnaliser les joueurs IA de leur club. Vous trouverez une nouvelle option dans la section « gérer » du Club Pro, à partir de laquelle les managers pourront personnaliser l'apparence, le nom et le maillot des joueurs IA de leur équipe. Un club aura des joueurs IA à personnaliser pour chaque position et pour toutes les formations qui peuvent être trouvées dans le jeu. Tous les membres du club auront accès à la section du club et pourront voir tous les joueurs IA en cours de personnalisation, mais seuls les responsables du club pourront modifier un joueur IA. Personnalisez votre propre équipe et travaillez avec vos camarades de club sur le terrain pour présenter vos joueurs personnalisés.

#### Tactique
Un club aura des joueurs IA à personnaliser pour chaque position et pour toutes les formations qui peuvent être trouvées dans le jeu. Tous les membres du club auront accès à la section du club et pourront voir tous les joueurs IA en cours de personnalisation, mais seuls les responsables du club pourront modifier un joueur IA. Personnalisez votre propre équipe et travaillez avec vos camarades de club sur le terrain pour présenter vos joueurs personnalisés.

### Ultimate Team
Le mode Ultimate Team embarque désormais avec lui Coop Fut, qui permet aux joueurs de créer une équipe avec un autre joueur et de la faire progresser au fil des semaines en remplissant des objectifs. Cette équipe pourra affronter d'autres formations et changer de division en fonction de son niveau. Il est maintenant possible pour le joueur de personnaliser l'apparence de son équipe, incluant la tenue de ses joueurs ou la façon dont se comportent les supporters.

### Volta
Apparu dans FIFA 20, le mode Volta est désormais jouable en ligne. La personnalisation des avatars est plus poussée que dans l'opus précédent, incluant de véritables maillots de football ou des vêtements issus des collections des clubs. Il est possible d'incarner des joueurs réels dans ce mode. Cinq nouveau terrains sont disponibles dont le centre de São Paulo, les rues de Milan ou le dôme géodésique de Dubaï.

## Licences
Le 3 août 2020, EA Sports annonce la signature d'un partenariat exclusif avec l'Inter Milan et l'AC Milan garantissant la présence des maillots, logos et du stade de San Siro dans le jeu. En revanche, ne disposant pas de la licence officielle pour l'AS Roma, le club est rebaptisé Roma FC avec un maillot et un logo non officiels,. De même, Spezia Calcio devient La Spezia et le FC Crotone, Crotone avec des logos et maillots génériques. La Juventus reste elle le Piemonte Calcio. La Série B disparaît en tant que championnat jouable, bien que certains clubs soient encore disponibles dans la rubrique "Reste du monde". Enfin les championnats colombiens et chiliens sont également supprimés, étant devenus une exclusivité de PES 2021.

## Nouvelles cartes Icônes FUT
Le 10 août 2020, EA Sports dévoile les onze nouvelles cartes Icônes FUT. Les onze joueurs sont Éric Cantona, Ferenc Puskás, Fernando Torres, Xavi, Philipp Lahm, Bastian Schweinsteiger, Nemanja Vidić, Petr Čech, Samuel Eto'o, Davor Šuker et Ashley Cole.